# 西部网
西部网，由陕西省委宣传部主管、陕西广播电视台具体管理，是国务院新闻办公室批准的国家级地方重点新闻网站，也是省委、省政府确定的“一报一台一网”（陕西日报、陕西广播电视台、陕西西部网）省级主要新闻媒体。